# Mertelstal - Heldrastein

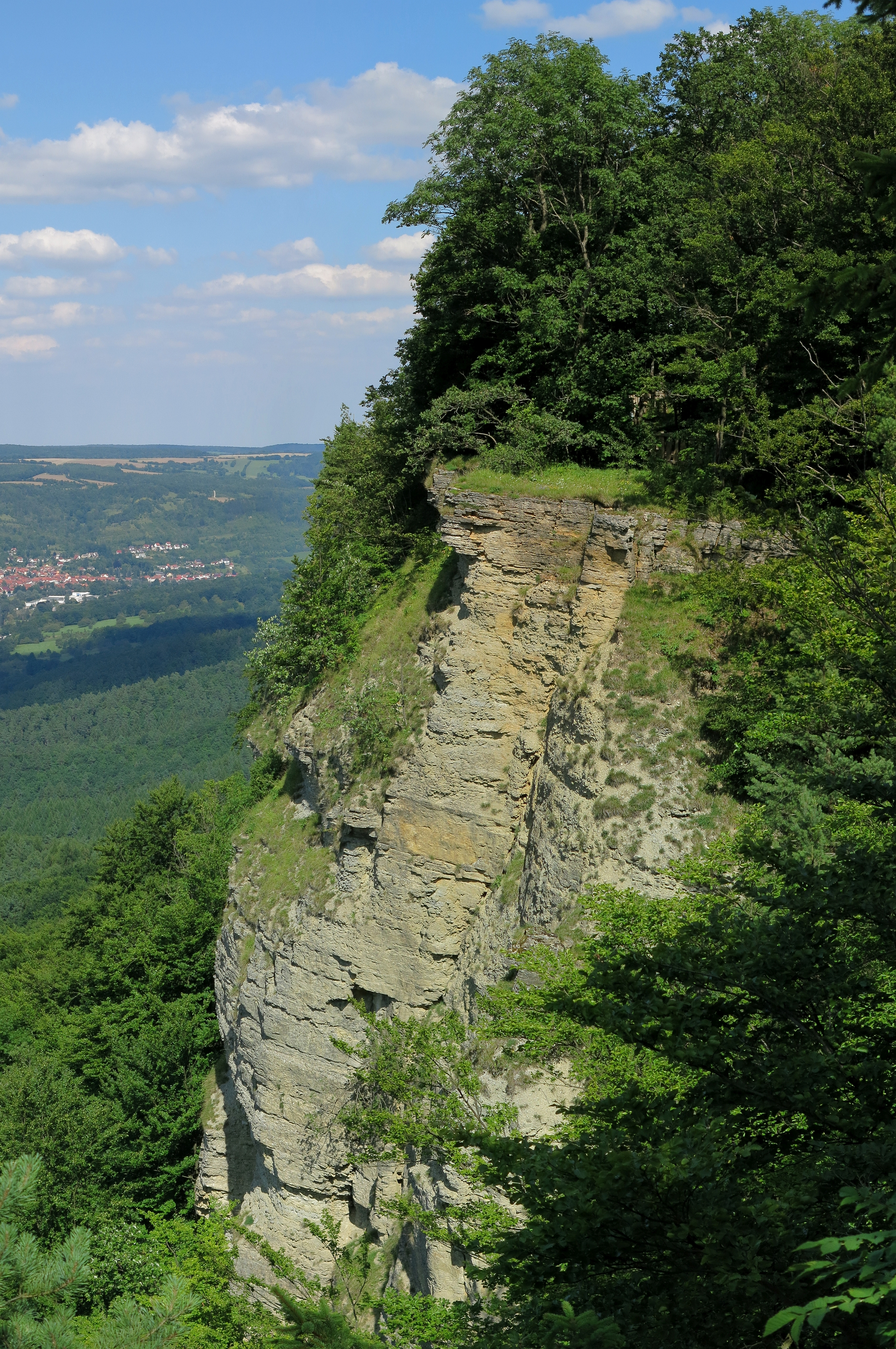
Felswand nahe dem Gipfel des Heldrasteins

Mit dem Namen „Mertelstal – Heldrastein“ wurde ein großes zusammenhängendes Buchenwaldgebiet im thüringischen Wartburgkreis im Januar 1997 zum Naturschutzgebiet erklärt und später mit etwa gleichen Grenzen und Erhaltungszielen als ein Fauna-Flora-Habitat-Gebiet in das europaweite Schutzgebietssystem „Natura 2000“ integriert. Die geschützten Bereiche werden von den durch Bergstürze entstandenen Abrisswänden der Hüneburg (495,4 m), des Heldrasteins (503,8 m) und des Dreiherrensteins (488,5 m) geprägt und liegen innerhalb des Naturparks „Eichsfeld-Hainich-Werratal“.

## Lage
Das Schutzgebiet befindet sich im Nordwesten des Wartburgkreises, an der Landesgrenze zu Hessen. Es umfasst den oberen Teil des Mertelstals und den Höhenrücken des Heldrasteins und der Hüneburg, mit den nach Norden zur Werra hin steil abfallenden Felsabbrüchen. Administrativ liegen die geschützten Bereiche innerhalb der Verwaltungsgrenzen der Stadt Treffurt. Den größten Flächenanteil mit rund 50 Prozent besitzt der Ortsteil Schnellmannshausen. Jeweils rund 25 Prozent liegen in den Gemarkungen von Großburschla und Wolfmannsgehau, einer zum Ortsteil Ifta gehörenden Kleinsiedlung. Der Heldrastein ist einer der höchsten Berge im Ringgau, der den westlichen Ausläufern der Muschelkalkplatten die das Thüringer Becken umranden zugeordnet wird. Die Werra trennte einst den Ringgau von seinem ursprünglichen Gesteinsverband der Randplatten und schuf mit ihm einen Zeugenberg, der in seinem Zentrum durch einen tektonischen Grabenbruch zerschnitten wird. Die langgestreckte Netra-Ifta-Talung teilt den Ringgau in einen nördlichen, zu dem auch der Heldrastein gehört und einen südlichen Bereich.
Nach der naturräumlichen Gliederung Deutschlands des Instituts für Landeskunde Bad Godesberg liegt das Schutzgebiet in einem Bereich in dem das Treffurt-Wanfrieder Werratal (358.1) des Unteren Werraberglands (358), der Schlierbachswald (357.91) des Fulda-Werra-Berglands (357) und der Nördliche  Ringgau (483.43), eine Teileinheit der Nordwestlichen Randplatten des Thüringer Beckens (483) aufeinandertreffen.
Das innerthüringische, nur landesweit einteilende System der Landesanstalt für Umwelt und Geologie (TLUG) ordnet den Heldrastein der Einheit Werrabergland-Hörselberge (3.3) in der Landschaft Muschelkalk-Platten und -Bergländer (3) zu.

## Kulturhistorische Bedeutung
Östlich des Heldrasteins befand sich in der frühen Eisenzeit die Hüneburg, eine Höhenburg mit Wall und vorgelagertem Graben. Der Zugang war nur von der Hochfläche des Heldrasteins aus möglich. Nach Norden und Osten schützte ein Steilhang das Gelände auf dem Gipfelplateau. Einige Funde beweisen, dass der Bereich schon vom 6. bis 4. Jahrhundert vor unserer Zeitrechnung besiedelt war und auch im Spätmittelalter genutzt wurde. Die gesamte Anlage ist durch das Thüringische Landesamt für Archäologische Denkmalspflege als Bodendenkmal unter Schutz gestellt worden.

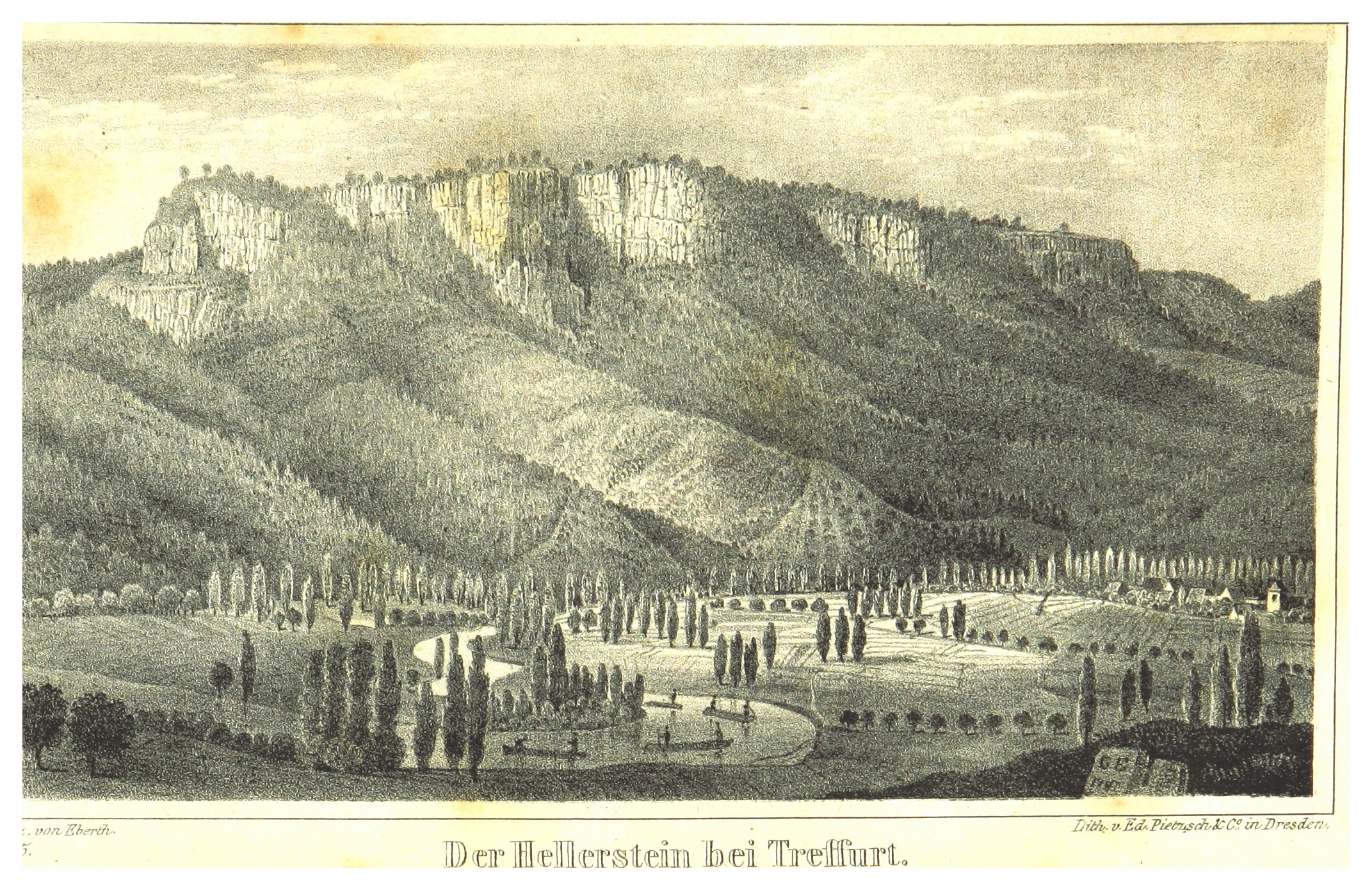
Der „Hellerstein“ auf einer Lithographie aus der Zeit um 1840

Während der Notzeiten des Dreißigjährigen Krieges, als die Dörfer im Werratal überfallen, geplündert und niedergebrannt wurden, haben die Bewohner Zuflucht in den Klüften und Höhlen des Heldrasteins gefunden. In einer dieser Höhlen, Henningshöhle genannt, soll auch der einst gefürchtete Räuber Henning gehaust haben, der im 18. Jahrhundert Diebstähle und Überfälle bis nach Eschwege und Mühlhausen unternahm. Durch Einstürze und durch ihre Lage in der Steilwand wurden die Höhlen unzugänglich.
In vergangener Zeit waren die Abrisswände noch nicht so sehr von Bäumen verdeckt. Im Sonnenschein leuchteten die Kalksteinfelsen weit in das Werratal. Ihnen verdankt der Heldrastein seinen ursprünglichen Namen „Hellerstein“. Schon im 19. Jahrhundert wurde er zu einem beliebten Ausflugsziel. In den Jahren um 1840 wurde auf ihm ein kleiner, etwa zwei Meter hoher Aussichtsturm aus Felssteinen errichtet, der 1890 durch einen neuen ersetzt wurde. Ein Forsthaus diente in den Sommermonaten als Gastwirtschaft. Der nach dem Großherzog von Sachsen-Weimar-Eisenach Karl Alexander benannte Turm stand bis in 1950er Jahre.
In der Zeit der deutschen Teilung lag der Heldrastein im absoluten Sperrgebiet und durfte von der Bevölkerung nicht mehr betreten werden. Auf dem Heldrasteins und in den angrenzenden Waldbereichen errichtete die Staatssicherheit einen neuen Turm mit Radar- und Abhöranlagen sowie Unterkünfte für die Stasimitarbeiter. Unmittelbar nach der Grenzöffnung 1989 wurde der Bereich aufgegeben und die Technik demontiert oder unbrauchbar gemacht. Die Zerstörung des Turms und der Unterkünfte unterblieb. Mit dem Ziel einer touristischen Wiedererschließung des Heldrasteins gründete sich im Jahr 1990 die Interessengemeinschaft Heldrastein, die sich um einen neuen Aussichtsturm bemühte. Aus rechtlichen Gründen war ein Neubau im Naturschutzgebiet nicht gestattet. Ein Umbau des noch bestehenden 30 Meter hohen Gittermastens zum „Turm der Einheit“ aber möglich, er wurde im Mai 1997 eingeweiht.
Abschnitt „Schutzgebiet“ mit „Wälder“ begonnen.
Beachtenswert im Schutzgebiet ist der Dreiherrenstein auf dem gleichnamigen westlichen Steilhangausläufer des Heldrasteins. An dem Standort des historischen Grenzsteins trafen Herrschaftsbereiche aufeinander, die im Laufe der Jahrhunderte vielfach Namen und Besitzer wechselten.

## Schutzgebiet
Der geschützte Bereich ist Teil eines weiträumigen und naturnahen Laubwaldgebietes mit als wertvoll angesehenen Gesteinsbiotopen, die teilweise von Magerrasen besiedelt werden. Sie sind zum Lebensraum vieler charakteristischer und teilweise gefährdeter Pflanzen- und Tierarten geworden. Die Flächen um Mertelstal und Heldrastein bilden mit dem auf der hessischen Seite liegendem Naturschutzgebiet „Dreiherrenstein-Eschenberg-Kreutzerberg“ einen Biotopverbund.

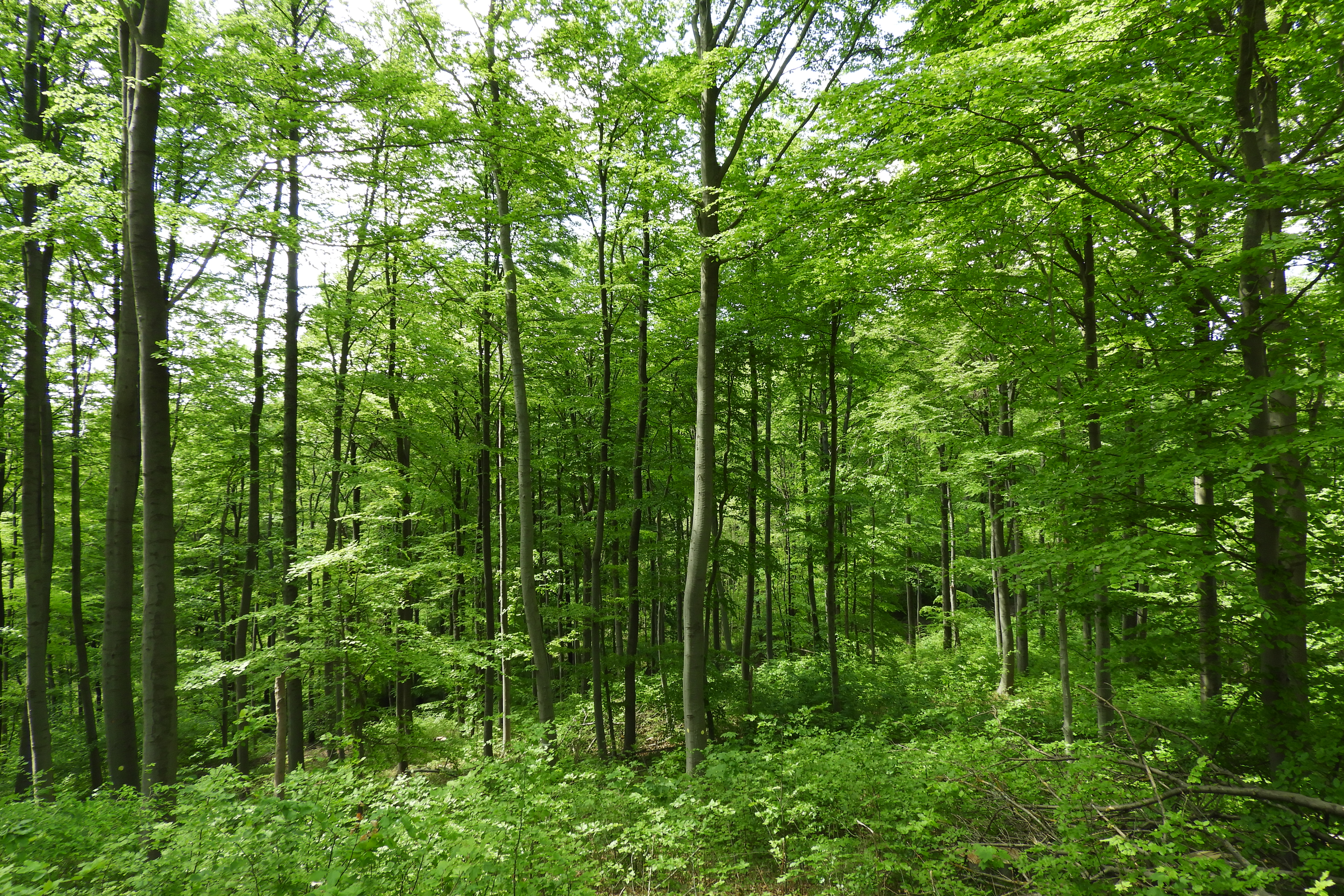
Buchenwald an den Hängen der Hünerburg

- Wälder

Die Waldbereiche wurden im Rahmen des in Thüringen praktiziertem „modularen Prinzip“ durch das Forstliche Forschungs- und Kompetenzzentrum von ThüringenForst in Gotha mit dem Stichtag 1. Januar 2018 untersucht. Die Forstleute ordneten den Wald überwiegend dem Lebensraumtyp (LRT) „Waldmeister Buchenwald“ (LRT 9130) und mit geringen Flächenanteilen dem prioritären „Schlucht- und Hangmischwald“ (LRT 9180*) sowie dem „Hainsimsen-Buchenwald“ (LRT 9110) zu. Auf der Hälfte des 240 Hektar großen Waldgebiets wachsen Laubwald-Reinbestände. Laubmischwälder sind mit 46 Prozent vertreten. Zu den Besonderheiten in den größtenteils aus Mittelwäldern hervorgegangenen Waldbeständen gehören die zahlreichen Eiben und das Auftreten der Spitzlappigen Mehlbeere, eine endemische Art, die nur im Gebiet der mittleren Werra vorkommt.

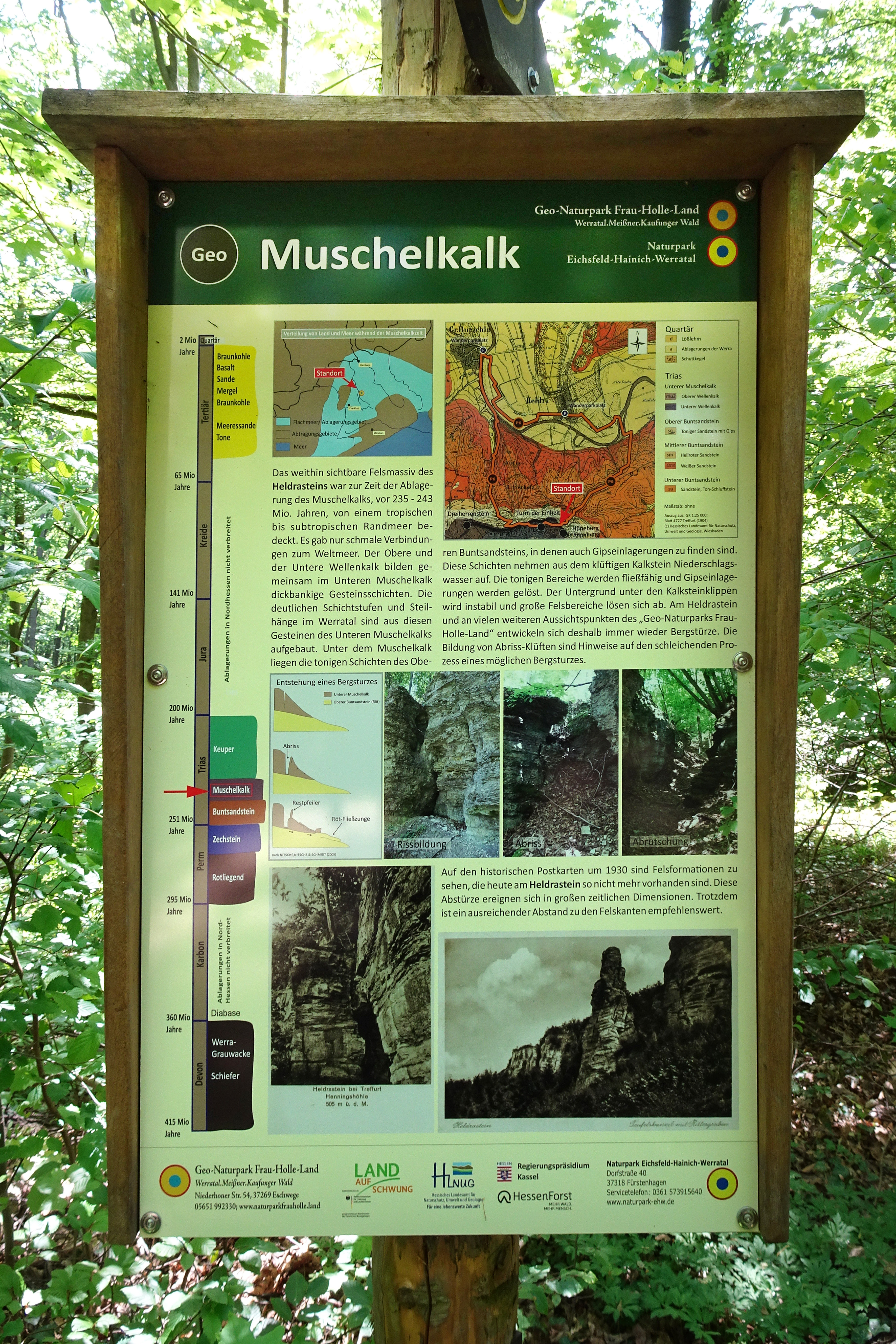
Schautafel im Schutzgebiet

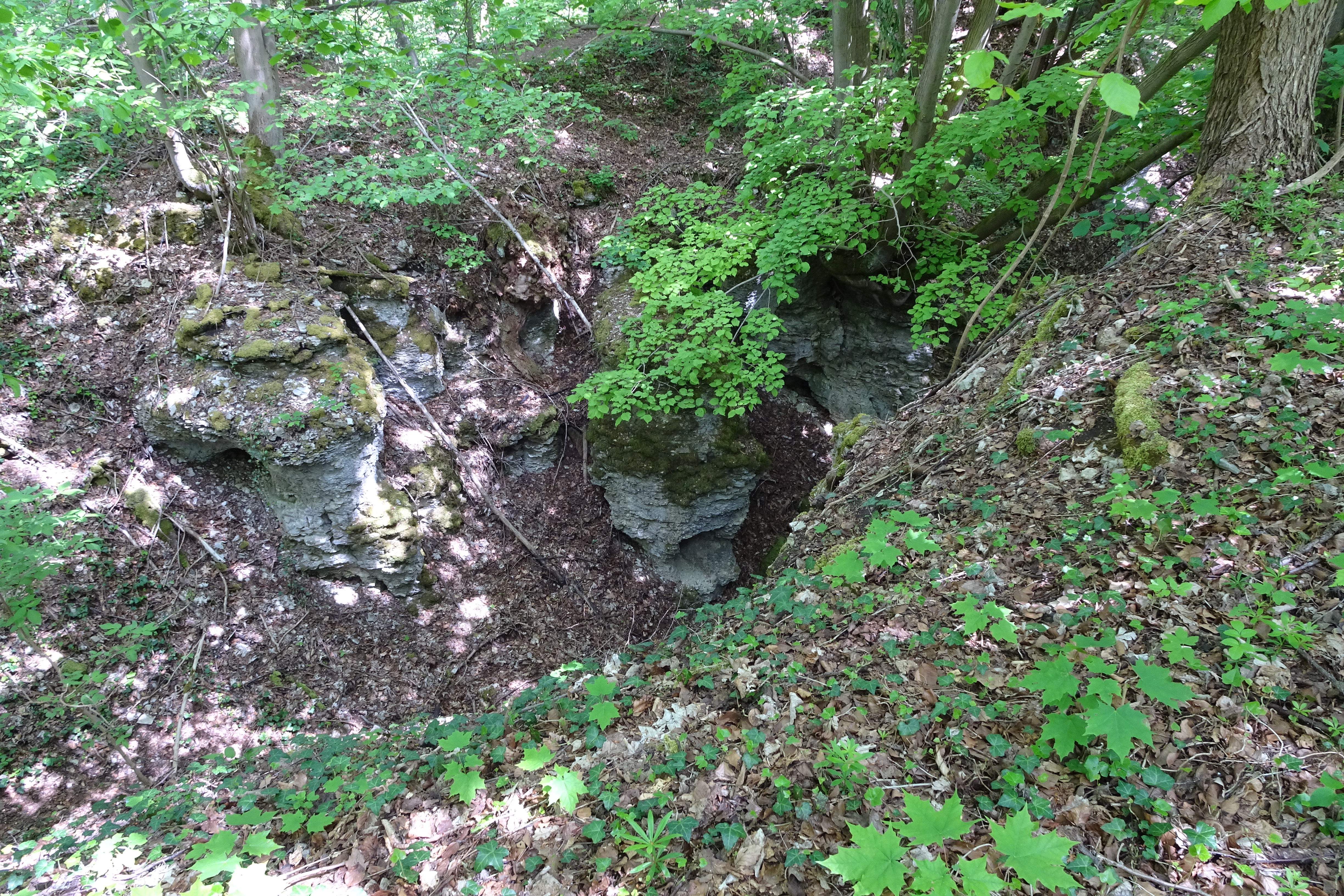
Abrisskluft am Heldrastein

- Felsige Lebensräume und Höhlen

Bei den Kartierungen für den Managementplan wurden mit „Kalkschutthalden“ (LRT 8160*), „Kalkfelsen mit Felsspaltenvegetation“ (LRT 8210) und „Nicht touristisch erschlossene Höhlen“ (LRT 8310) drei felsige Lebensräume erfasst und beschrieben. Während die Höhlen wegen ihrer Lage in der Steilwand unzugänglich und durch Einstürze nicht betretbar sind, konnten die Kalkschutthalden vegetationskundlich bewertet werden. Die natürlich entstandenen Ansammlungen von kalkhaltigem Gestein liegen direkt unter den hohen Felswänden. Sie gehören zu einem europaweit besonders geschützten Biotoptyp. Auf ihnen kommen als charakteristische Pflanzen Kalk-Blaugras, Ruprechtsfarn, Stinkender Storchschnabel und besonders artenreich seltene Moose vor.

Der besondere Lebensraum der Kalkfelsen mit Felsspaltenvegetation wurde auf acht Teilflächen erfasst. An ihn ist eine spezielle Pflanzenwelt gebunden, die von Kleinfarnen, Moosen und Flechten dominiert wird. Als kennzeichnende Art tritt der Braunstielige Streifenfarn an schattigen Stellen auf.
- Flora

Zu den seltenen und geschützten Arten der Kalkbuchenwälder, die der Standarddatenbogen als wertgebend nennt gehören die Orchideen Weißes und Rotes Waldvöglein, Geflecktes Knabenkraut, Braunrote, Breitblättrige und Schmallippige Stendelwurz, Großes Zweiblatt, Vogel-Nestwurz, Männliches, Blasses und Purpur-Knabenkraut. Als bemerkenswert angesehen werden die Vorkommen der Berg-Distel auf den Felsen des Heldrasteins, einer in Thüringen stark gefährdeten Art.
- Moose und Flechten

In den geschützten Bereichen konnten rund 200 Moosarten und mehr als 40 Moosgesellschaften nachgewiesen werden. Aus bryologischer Sicht ist die Landschaft um den Heldrastein von überregionaler Bedeutung. So wachsen beispielsweise an den nordexponierten Abrisswänden und Steinhalden die Lebermoose Scapania aspera, Scapania aequiloba und Cololejeunea calcarea sowie die Laubmoose Krummfußmoos (Plagiopus oederianus) und Campylophyllum halleri. Sie werden in der „Roten Liste der Moose Thüringens“ als gefährdet, stark gefährdet oder extrem selten geführt, wie die hier ebenfalls vorkommenden Cololejeunea calcarea, Eichhörnchenschwanz-Weißzahnmoos (Leucodon sciuroides), Metzgeria violacea, Kleines Seidenglanzmoos (Orthothecium intricatum) und Gewöhnliches Kratzmoos (Radula complanata). Zu den etwa 80 Flechtenarten im Gebiet zählen Peltigera praetextata, die Leimflechte Collema auriforme sowie Epiphyten wie Arthonia radiata und die Schriftflechte (Graphis scripta).

## Fauna
Im Gebiet haben die Fledermäuse Kleine Hufeisennase und Bechsteinfledermaus ihren Lebensraum. Sie gehören zu den im Anhang II der FFH-Richtlinie aufgelisteten „Arten von gemeinschaftlichem Interesse“, für die nach den Gesetzen der Europäischen Union besondere Schutzgebiete eingerichtet werden müssen. Ihr Vorkommen war mit ausschlaggebend für die Ausweisung als Fauna-Flora-Habitat-Gebiet.
- Die sehr seltene, nur daumengroße Kleine Hufeisennase (Rhinolophus hipposideros) ist die kleinste europäische Hufeisennasenart. Besonders in den 1950er und 1960er Jahren haben ihre Vorkommen stark abgenommen. Thüringen beherbergt die größte Population in Deutschland, weshalb dem Bundesland die Aufgabe des Bestandserhalts in Deutschland zukommt. Als Gründe für den Rückgang gelten unter anderem der Einsatz von Pestiziden sowie der Verlust von Quartieren.
- Die Bechsteinfledermaus (Myotis bechsteinii) wird als eine recht heimliche Waldfledermaus beschrieben, die nur schwer zu beobachten ist. Zu Beginn des 20. Jahrhunderts galt sie noch als weit verbreitet. Heute tritt sie nur stellenweise und in kleinen Beständen auf. Das Zentrum ihres Verbreitungsgebiets liegt in Deutschland und Deutschland ist deshalb in hohem Maße für die Bechsteinfledermaus verantwortlich. Gefährdet wird die Art durch eine starke forstwirtschaftliche Nutzung der Wälder mit der Entfernung von Altholzbeständen und Höhlenbäumen.

Der Standarddatenbogen weist für das FFH-Gebiet mit Fransenfledermaus und Braunem Langohr noch zwei weitere Fledermausarten aus, die wie alle in Deutschland vorkommenden Fledermäuse durch das Bundesnaturschutzgesetz als „vom Aussterben bedrohte“ Tiere besonders geschützt werden.
Neben den Fledermäusen kommen mit Uhu, Wanderfalke, Rotmilan, Schwarzspecht und Grauspecht, die das Gebiet als Brutvogel oder Nahrungsgast nutzen, weitere gefährdete, besonders schutzwürdige Arten in der Landschaft um den Heldrastein vor. Sie werden im Anhang 1 der Vogelschutzrichtlinie der EU aufgeführt und für sie müssen besondere Maßnahmen ergriffen und spezielle Schutzgebiete ausgewählt werden.
Als auffallend wird die hohe Anzahl der im Gebiet vorkommenden Landschnecken und der Tag- und Nachtfalterarten gewertet. Zu den mehr als fünfzig nachgewiesenen Schnecken, die besonders artenreich in den Hangschuttwäldern vorkommen, gehören Gestreifte Puppenschnecke, Roggenkornschnecke, Zylinderwindelschnecke und Kleine Fässchenschnecke. Zu den beobachteten Tagfaltern zählen Veilchen-Perlmuttfalter, Perlbinde und Kommafalter. Allein vom Heldrastein sind mehr als 70 Eulenfalter, mehr als 80 Spanner und rund 40 Spinner und Schwärmer bekannt.

## Unterschutzstellung
- Naturschutzgebiet

Rund 100 Hektar im Mertelstal waren bereits seit dem Mai 1961 geschützt, bevor in den Jahren von 1957 bis 1961 die Flächen für das geplante Naturschutzgebiet einstweilig sichergestellt wurden. Gemeinsam mit dem Bereich um den Heldrastein folgte die endgültige Unterschutzstellung am 7. Januar 1997. Mit Verordnung des Thüringer Landesverwaltungsamtes in Weimar wurden 252,5 Hektar in dem Bergland unter dem Namen „Mertelstal - Heldrastein“ als Naturschutzgebiet ausgewiesen. Schutzzweck waren die naturnahen Buchenwälder, die als Lebensraum seltener Tiere und Pflanzen erhalten werden sollten. Das Naturschutzgebiet mit einer Größe von 252,5 Hektar hat die thüringeninterne Kennung 28 und den WDPA-Code 14485.
- Fauna-Flora-Habitat-Gebiet

Im Rahmen der Umsetzung der Fauna-Flora-Habitat-Richtlinie wurde im September 2000 das Naturschutzgebiet durch das Thüringer Umweltministerium für das länderübergreifende Schutzgebietssystem „Natura 2000“ vorgeschlagen und über das Bundesumweltministerium an die EU gemeldet. Die Bestätigung durch die EU-Kommission folgte mit der Aufnahme in die Liste der Gebiete von gemeinschaftlicher Bedeutung im Dezember 2004. Neben dem Gebietsmanagement und dem damit verbundenen Monitoring, forderte die EU eine förmliche Schutzerklärung, die mit der „Thüringer Natura 2000-Erhaltungsziele-Verordnung“ vom 29. Mai 2008 erfolgte. Übergreifende Erhaltungsziele der Verordnung für das Gebiet waren die Erhaltung oder gegebenenfalls Wiederherstellung der Buchenwälder mit den Vorkommen der Bechsteinfledermaus und der Kleinen Hufeisennase sowie die durch Bergrutsche entstandenen Abrisswände. Das Fauna-Flora-Habitat-Gebiet hat nahezu die gleiche Außengrenze wie das Naturschutzgebiet, das allerdings im Gegensatz zum FFH-Gebiet auch das Plateau des Heldrasteins mit dem Aussichtsturm, die Hüneburg und den Verbindungsweg umfasst. Das FFH-Gebiet besitzt eine Größe von 252,84 Hektar, hat die landesinterne Kennung 33, die europäische Gebietsnummer 4827-305 und den WDPA-Code 555520194.
- Grünes Band

Ein Streifen am westlichen Rand des Schutzgebiets wurde in den Biotopverbund des „Grünen Bandes“ eingegliedert, das mit der Entscheidung des Thüringer Landtages vom 9. November 2018 zum Nationalen Naturmonument erklärt wurde. Während es in diesem Bereich auf der thüringischen Seite nur relativ schmal an der ehemaligen innerdeutschen Grenze verläuft, gehören zum „Grünen Band“ in Hessen größere Flächen. Das an die Hochfläche des Heldrasteins angrenzende hessische Naturschutzgebiet „Dreiherrenstein-Eschenberg-Kreutzerberg“ (Nummer 1636036, WDPA318304) wurde vollständig in den Biotopverbund integriert und bedingt durch den stark gewundenen Grenzverlauf in dieser Region, ebenfalls die nordöstlich unterhalb des Heldrasteins liegende Werraaue bei Heldra.

Ausblicke vom Heldrastein
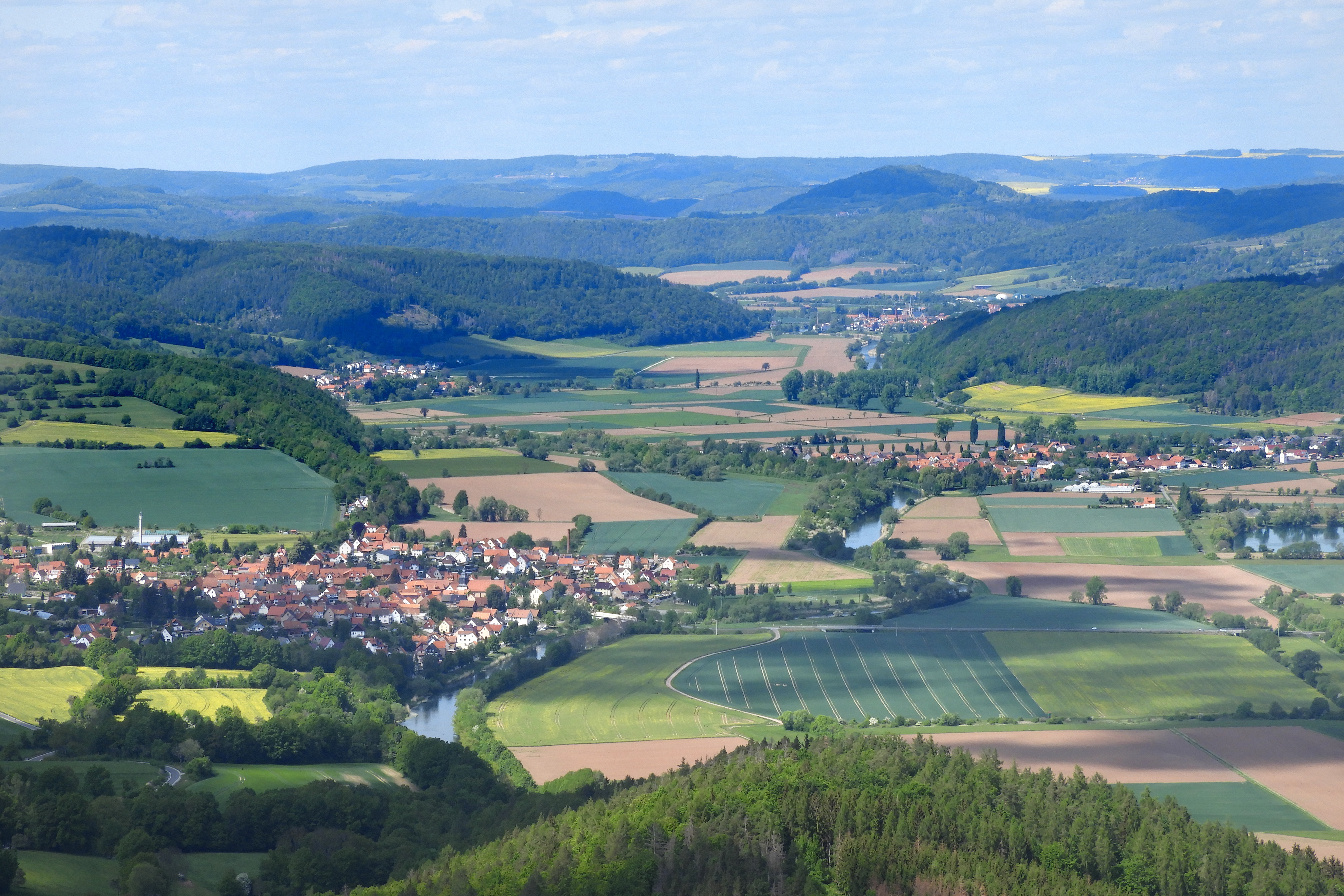
Werraaue mit dem thüringischen Großburschla (vorne links) und den hessischen Orten Altenburschla (Mitte rechts), Völkershausen (Mitte links) und Wanfried (hinten).
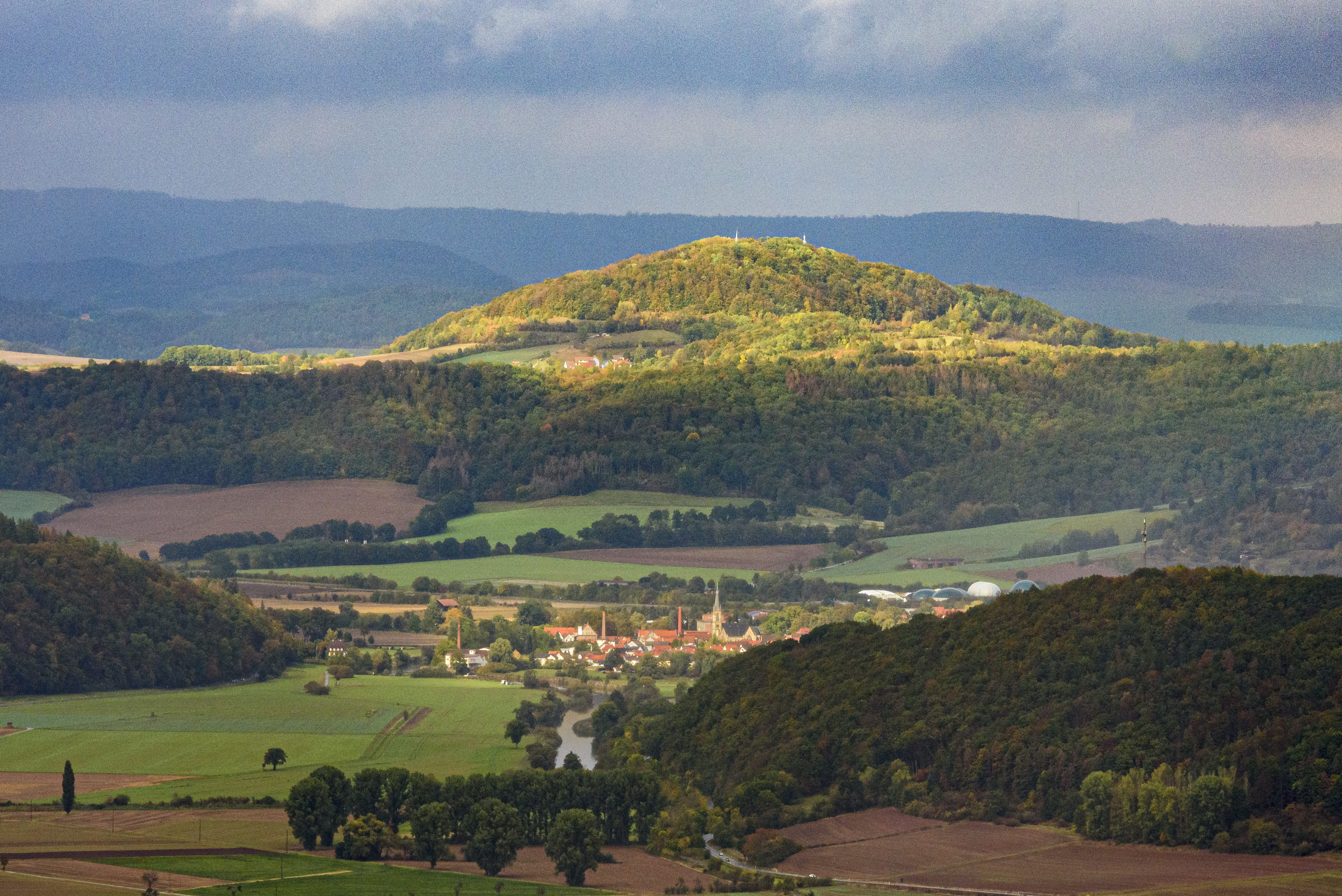
Werra, Wanfried und die südliche Seite des Hülfensbergs
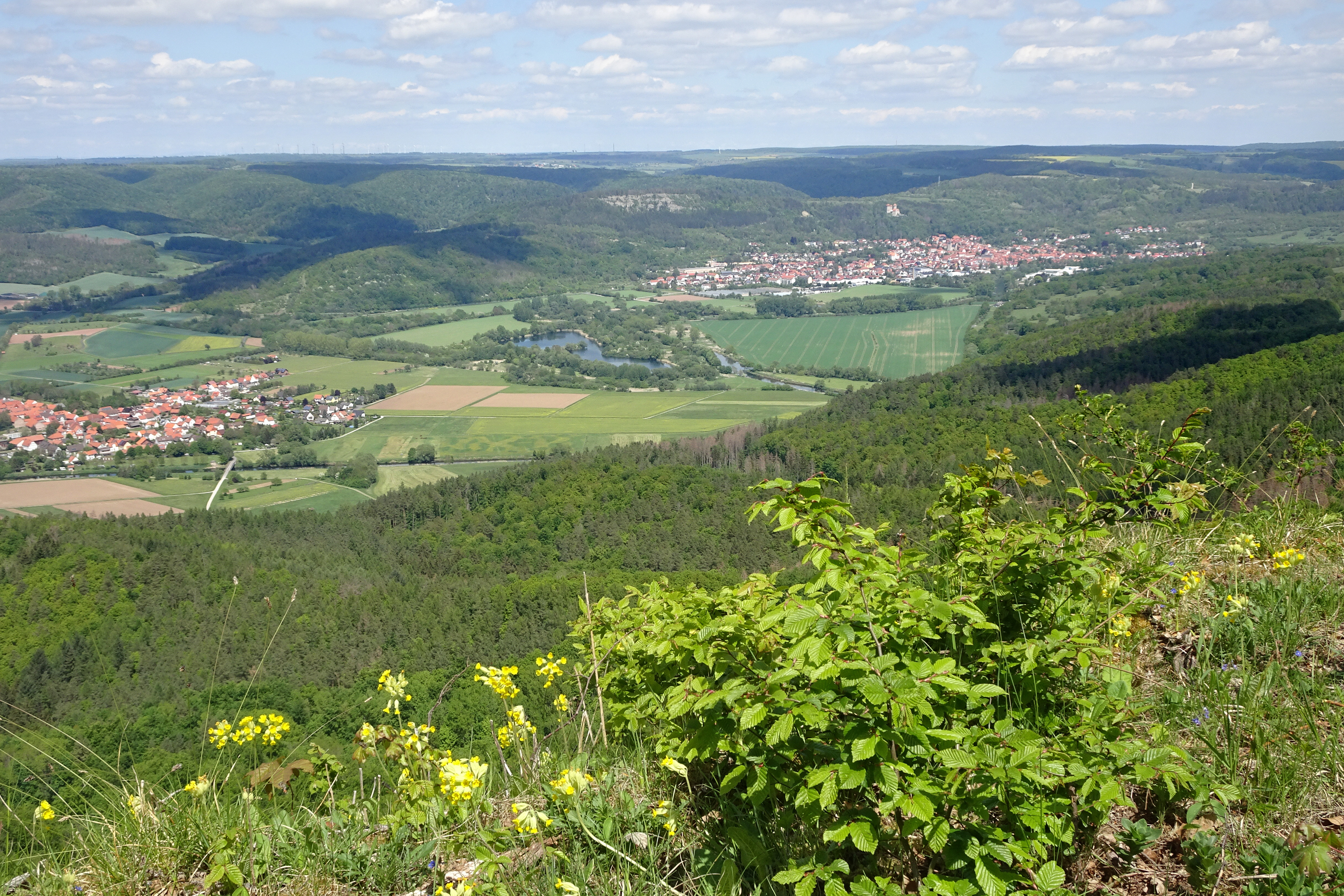
In der Bildmitte links das hessische Schutzgebiet „Frankenloch bei Heldra“ und in der Mitte rechts das thüringische Naturschutzgebiet „Werraaue Treffurt“

## Besucherhinweise

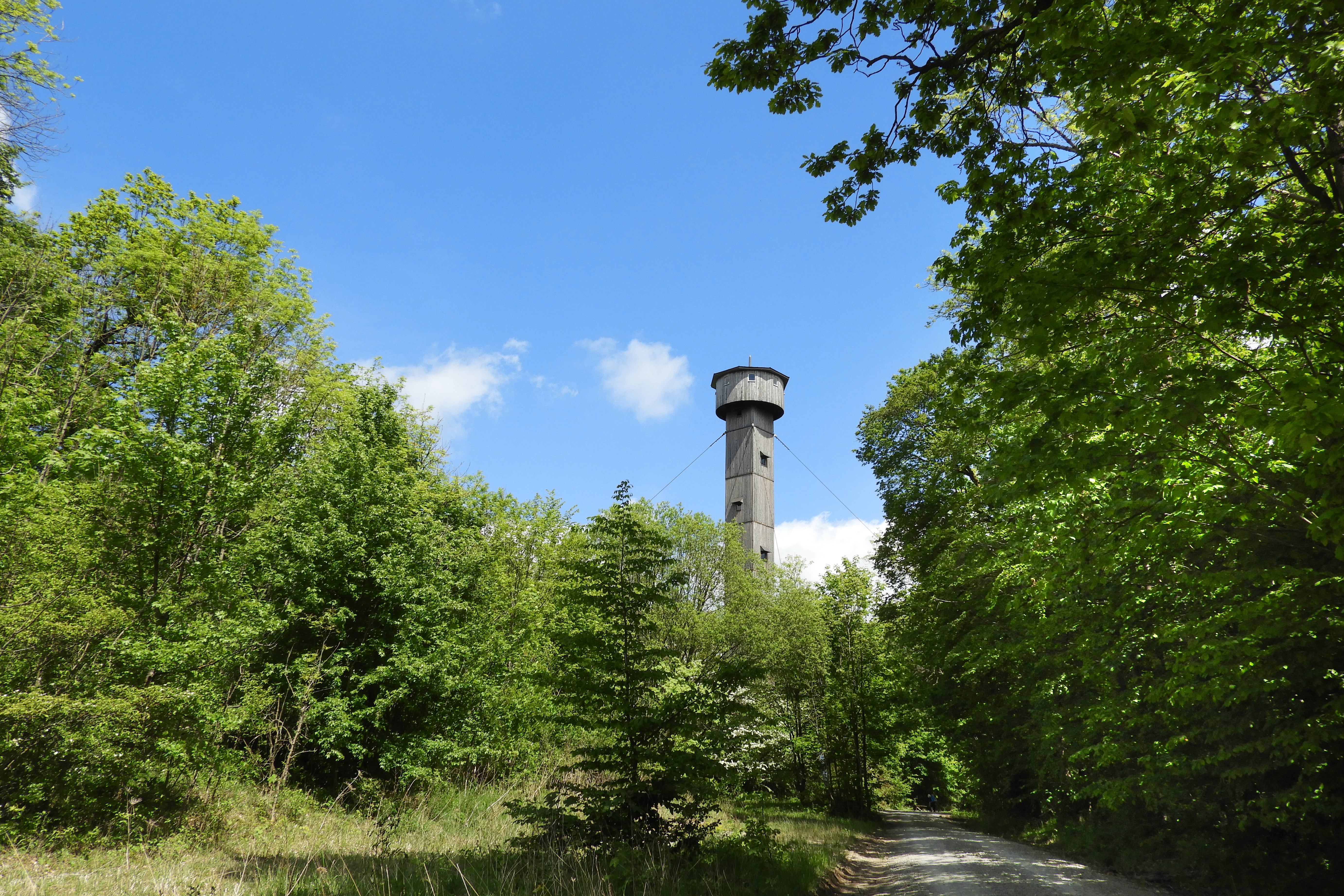
Der „Turm der Einheit“ auf der Hochfläche des Heldrasteins

Das Schutzgebiet ist durch eine Vielzahl von Wanderwegen erschlossen:
- Über den Heldrastein verlaufen auf gleicher Wegstrecke der „Barbarossaweg X8“ von Korbach zum Kyffhäuser, der „Wanderweg der Deutschen Einheit“ von Görlitz nach Aachen und der „Hessenweg 8“ von Korbach nach Wanfried im Werratal.
- Der rund 12 km lange „Premiumweg P6“ des Geo-Naturparks Frau-Holle-Land führt als stufenreicher Rundweg über den Barbarossa-Treppenstieg und frühere Kolonnenwege durch Teile des Schutzgebiets.[18]
- Der „Ars Natura“-Kunstwanderweg verläuft auf seiner 12. Teilstrecke von Röhrda zum Dreiherren- und Heldrastein und auf seiner 13. Teilstrecke vom Heldrastein nach Treffurt. Die an dem Weg aufgestellten Skulpturen thematisieren die „Wiedervereinigung“.[19]

Der „Turm der Einheit“ auf dem Heldrastein gilt als einer der schönsten Aussichtspunkte der Region. Nach 166 Stufen eröffnet sich eine Rundumsicht die weit ins Eichsfeld, zum Hohen Meißner, in den Thüringer Wald und die Rhön reicht. Die Florian-Hennig-Hütte beim Turm wird in den Sommermonaten an Sonntagen von den Mitgliedern der Interessengemeinschaft (IG) Heldrastein bewirtschaftet.